# Apamée (Mésopotamie)
Pour les articles homonymes, voir Apamée (homonymie).
Apamée ou Apamea (en grec: Απάμεια) était une ville hellénistique sur la rive gauche de l'Euphrate, en face de la célèbre ville de Zeugma, aujourd'hui en Turquie. Le site, aujourd'hui disparu, se trouvait à 44 km à l'est de Gaziantep et à 30 km environ au nord de la frontière avec la Syrie, sur l'antique route de la soie.

## Histoire

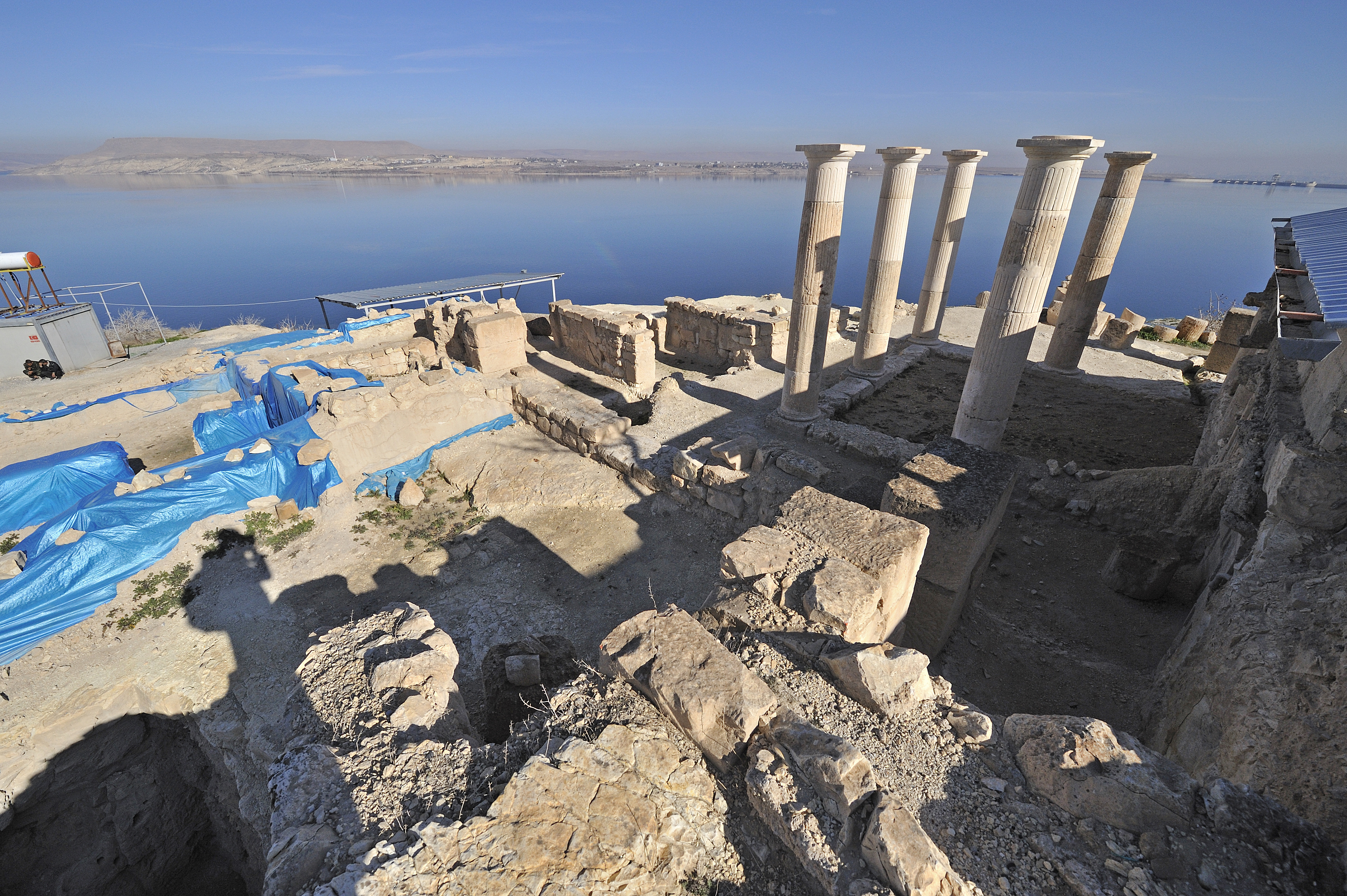
Les sites de Zeugma (au premier plan) et Apamée (au fond) sur l'Euphrate en 2008.

Apamée aurait été fondée par un général des troupes d'Alexandre, Séleucos Ier, fondateur de la dynastie des Séleucides, (d'après Pline l'Ancien, Histoire Naturelle, V, 21 et VI, 30). 
Apamée était reliée à Zeugma par un pont de bateaux (zeugma veut dire lien en grec). 
Bien que connaissant un déclin à partir du Ier s. av. J.-C, en raison de l’affrontement entre Romains et Parthes, Apamée ou la plaine qui l'entoure connait une occupation continue jusqu’au VIIIe siècle.
À la fin de l'Antiquité, le site a été recouvert par le village de Keskince (anciennement dénommé Tilmusa), dans la province de Şanlıurfa.

## Engloutissement du site archéologique
Le site archéologique d'Apamée s'étendait sur 60 hectares et conservait des remparts construits en dents de scie. Lorsque le projet de construction du barrage de Birecik a été connu, une mission archéologique franco-turque dirigée par Rifat Ergeç (Musée de Gaziantep) et Catherine Abadie-Reynal (Ministère français des Affaires étrangères) est organisée à partir de 1995, avec l'objectif de sauver le maximum de données sur les principaux sites de cette moyenne vallée de l'Euphrate, parmi lesquels Séleucie-Zeugma et Apamée de l'Euphrate.
En 2000, la construction du barrage de Birecik sur l'Euphrate a provoqué l'engloutissement du site d'Apamée, sans que les fouilles archéologiques aient été terminées.